# نظارات جوجل
مشروع نظارات جوجل هو برنامج أبحاث وتطوير من طرف غوغل لأجل إنتاج نموذج تجريبي وصناعة الشاشة المثبتة بالرأس أو ما يعرف بـــ head-mounted display. وعلى الرغم من أن مثل هذه العروض ليست بالأمر الجديد إلا أنها في الأصل استقطبت اهتمام وسائل الإعلام نظرًا لأنّ هذا المشروع حظي بدعم أغلبية العامة المتتبعين، إضافة إلى أن النموذج الأول يُعد أصغر وأقل حجمًا من التصميم السابق للـHead-mounted display.

## حول المشروع
المشروع التجريبي يشبه النظارات العادية أي تستبدل العدسات بالشاشة المثبتة، كما وأن جوجل قامت بإبتكار مجموعة ألعاب جديدة تعمل بالتوافق مع نظارتها الذكية.
مشروع النظارات هو جزء من «غوغل المختبر إكس» الخاص بشركة غوغل، الذي عمل على العديد من التكنولوجيات المستقبلية الأخرى كالسيارة ذاتية القيادة.
تم الإعلان عن المشروع عبر "غوغل +" من طرف برويز باباك Babak Parviz مهندس كهربائي عمل أيضا على تثبيت شاشات العرض على العدسات اللاصقة، وستيف لي Steve Lee مدير مشروع و"متخصص في التحديد الجغرافي"، سيباستيان ثران الذي طور " أوداسيتي (Audacity)": برنامج مفتوح المصدر للتلاعب بالأصوات الرقمية "، بالإضافة إلى مشروع السيارة ذاتية القيادة.
بدأ تجريب المنتج في أبريل 2012، النيويورك تايمز بدورها نشرت على صحيفتها أن النظارات ستكون متوفرة للجميع بسعر تكلفة الحواسيب الذكية الحالية أي ما بين 250$ إلى غاية 600$ بنهاية العام الجاري، لكن تقارير أخرى أشارت إلى عدم توفر النظارات للبيع قريبا.
يعتبر الغرض من مشروع نظارات غوغل هو التمكن من عرض المعلومات دون استخدام اليدين لمعظم المستخدمين الحاليين للهواتف الذكية، بالإضافة إلى التعامل مع شبكة الإنترنت استنادا إلى الأوامر الصوتية فقط، بطريقة مشابهة لتطبيق الآي فون «سيري» "SIRI". في حين سيكون نظام تشغيل الأندرويد الخاص بغوغل البرنامج المحرك للنظارات.
سيرجي برين إرتدى النموذج التجريبي من النظارات في الـخامس من أبريل 2012 في مناسبة منظمة مكافحة العمى «مؤسسة مكافحة العمى» في سان فرانسيسكو، وعلى الرغم من الاستقبال الإيجابي للنموذج، فلقد كان هنالك العديد من الانتقادات والسخرية بدءً من قدرة شركة غوغل على إدخال وترويج الإعلانات (حيث تعتبر الأخيرة مصدر دخل الشركة) وإنتهاء بالنتائج المخيبة المنتظرة من الإعلان عن هذا المنتج

## تطور المشروع
في 30 أبريل 2013 قررت شركة جوجل جعل البرنامج مفتوح المصدر

## نظارة جوجل الإصدار الثاني
في يناير 2014 تم نزول النسخة الثانية من نظارة جوجل تحت اسم (بالإنجليزية: Google Glass 2.0 Explorer Edition)‏
وبدأ بالفعل طرحها في الأسواق لكن في القليل جداً من المواقع المتخصصة في بيع التكنولوجيا النادرة والمتطورة جدا حيث تم توزيع بعض النظارات على بعض المتاجر المتخصصة في بيع التكنولوجيا النادرة المتطورة بكمية محدودة جداً فقط أربع نظارات لكل متجر في جميع أنحاء العالم. ويدعم الإصدار الثاني المعدل الأوامر الصوتية باللغة العربية في المتاجر العربية التي تم توزيع النسخ الأولية عليها مثل متجر XshopX.net.